# Spuk von Dietersheim
Der Spuk von Dietersheim war eine Folge von angeblich paranormaler Erscheinungen in Dietersheim.

## Vorgänge
Maria  F., eine 30-jährige Dienstmagd, spülte im Beisein ihrer neunjährigen Tochter Sophie an einem Novemberabend 1920 das Geschirr in der Küche des Bauernhofes Reizlein. Plötzlich ertönte ein Geräusch, als wenn ein Kieselstein an das Fenster geflogen wäre. Die Ursache dafür konnte nicht ausgemacht werden. In Folge wurden 14 unerklärliche Erscheinungen beobachtet, wie beispielsweise Kartoffeln gegen das Fenster stießen und Alltagsgegenstände oder Erdklumpen telekinetisch meterweise durch den Raum flogen.

## Rezeption
Über die Ereignisse wurde in der Presse Augsburg, Nürnberg und München und sogar in der Bayerischen Staatszeitung ausführlich berichtet. Im Neustädter Anzeigeblatt fanden sich 17 Beiträge zwischen Dezember 1920 und April 1921 zum Spuk von Dietersheim. Schaulustige, Okkultisten, Psychologen und Ärzte besuchten den Bauernhof. Der Magd und deren Tochter wurden übernatürliche Kräfte zugebilligt. Der Hofbesitzer musste sein Anwesen zusperren, um sich vor dem stetig wachsenden Andrang zu schützen.
Auch Skeptiker ließen nicht lange auf sich warten: Paul Friede und Carl Moser veröffentlichten nach Befragung von Augenzeugen 1921 ein Buch mit einer kritischen Untersuchung der Ereignisse. Sie sprachen Magd und Tochter jegliche übernatürliche Kräfte ab und stuften die Vorgänge als Betrug ein. Das Buch wurde kontrovers diskutiert.
Die Magd verließ mit ihrer Tochter im Frühjahr 1921 den Hof. Danach kehrte wieder Ruhe im Dorf ein. Das Bauernhaus wurde in den 1950er Jahren abgerissen und durch einen Neubau ersetzt.